# خواكين غارسيا موراتو
خواكين غارسيا موراتو (بالإسبانية: Joaquín García-Morato)‏ هو طيار مقاتل إسباني، ولد في 4 مايو 1904 في مليلية في إسبانيا، وتوفي في 4 أبريل 1939 في جرينون في إسبانيا.